# 竹田敏浩
竹田敏浩（1975年5月4日—），原日本岐阜縣揖斐郡消防員，現為加壓健身教練，也是一名YouTuber。名列TBS電視台所製作的極限體能王SASUKE節目的極限體能王全明星中的一員。身高171公分，體重61公斤。在擔任消防員參加極限體能王的時期，有『史上最強的消防員』稱號。

## 人物介紹
原揖斐郡消防工會消防本部的特別救助隊所屬。2010年時轉入防災航空隊工作，2013年11月辭職且離婚，現則在自己經營的健身房擔任加壓健身教練。
在擔任消防員時期參加極限體能王都會穿著日本消防員的制服褲子，被播報員稱呼：「橘色褲子是他的註冊商標」，現則穿著自己經營的健身房制服出場。
在極限體能王創下了不少的參賽功績，2006年時獲選為消防隊員募集的海報。更加被消防廳長直接表揚等，現在正是象徵全國的消防員。
體育王國所舉辦的「Monkey Bars」為最高記錄保持者（95.6公尺）。
第13回大會賽前在黃金筋肉所舉辦的賽前預賽拿到第一名（28.82秒）
到第26回大會為止，為第一舞台最快時間記錄保持人（32.44秒，第14回大會時創下）。
※第5回大會首次參賽時他被誤名為竹田「敏弘」，第6回大會起更正為竹田「敏浩」。

## SASUKE參賽特徵
第5回大會首次參賽，首次出場時也是該節目首次大改版，第一舞台新設了跳躍懸吊和聳立高牆的難關，讓多數參賽者鎩羽而歸，而他卻成為率先突破第一舞台的選手，驚動全場。第6回起就正式成為極限體能王全明星的一員。
闖進第二舞台的次數達19次、第三舞台則是13次，是目前極限體能王闖進第二、三舞台最多次數的紀錄保持人（第二名則是山本進悟的16、11次）。
第11～17回連續7次闖入第三舞台，是目前最多次連續闖入第三舞台的選手，在節目中有絕對的穩定度。可惜的是，他闖進最終舞台的次數是0，是極限體能王全明星中，唯一一位沒有闖進最終舞台的成員。另外，他從第11回大會開始，與長野誠一樣連續8屆闖過第一舞台，直到第36回大會為止，與長野並列為最多次連續闖過第一舞台的選手。
第15回大會時為100人中最優秀成績選手。第17回在長野誠完全制霸後，曾向山本進悟與白鳥文平透露了引退的念頭，但第18回開賽前收回引退念頭繼續保持參賽（第18回比賽時提到）。

## 歷屆SASUKE大會參賽成績
粗體和★代表最優秀成績者，（ ）內的數字代表當大會的背號。
例：（1-1）前面的數字代表舞臺，後面的數字代表關卡數。○內的符號代表當大會的名次
※由於他在第18回大會沒有跑馬拉松（原因不明），所以以（※）表示。
- 第5回大會  （74）   2-09 蜘蛛步道（一起跳左腳就打滑落下）③
- 第6回大會  （93）   3-14 人體支架（第三個空白處落下）③
- 第7回大會  （96）   1-07 攀繩（時間到）
- 第8回大會  （71）   3-17 地獄滑桿（最後地點）③
- 第9回大會  （97）   3-15 燈泡渡橋（第12→13個）②
- 第10回大會 （997）  1-04 跳躍懸吊
- 第11回大會 （97）   3-14 人體支架（第三個空白過後落下）⑤
- 第12回大會 （95）   3-17 地獄滑桿（跳躍失敗）④
- 第13回大會 （98）   3-16 巔峰戰士（在第3段落下）③
- 第14回大會 （97）   3-19 巔峰戰士（第2→3間距落下）③
- 第15回大會 （96）   3-22 惡魔鞦韆（單手抓住桿子的瞬間落水）★ ①
- 第16回大會 （98）   3-19 巔峰戰士（第2→3間距落下）④
- 第17回大會 （91）   3-23 地獄滑桿（跳躍失敗）③
- 第18回大會 （※）   2-11 鯉魚躍龍門（6→7段）④
- 第19回大會 （96）   1-07 飛越大峽谷（挑戰前時間到）
- 第20回大會 （1995） 1-09 天羅地網（時間到）
- 第21回大會 （98）   3-21 徒手攀岩（首位闖過新巔峰戰士的選手）②
- 第22回大會 （92）   1-04 蜘蛛跳躍
- 第23回大會 （97）   3-22 蜘蛛換面（跳躍失敗）④
- 第24回大會 （98）   3-22 蜘蛛換面（移動中落下）⑦
- 第25回大會 （70）   2-11 雙鯉躍龍門（第二排，4→5段）⑨
- 第28回大會 （97）   1-02 人肉轉盤（著陸時失足腳碰到水出局）
- 第29回大會 （95）   1-03 旋轉刺蝟
- 第30回大會 （2980） 2-09 鯉魚換面（第2→3段失格，總合第21名）
- 第31回大會 （93）   1-01 滾輪山丘（與山本進悟一樣從上端跳躍而落水）
- 第32回大會 （98）   1-07 聳立高牆（時間到）
- 第33回大會 （90）   2-12 鯉魚躍龍門下坡（3→4段）⑧
- 第34回大會 （91）   2-12 鯉魚躍龍門下坡（3→4段）⑱
- 第35回大會 （91）   1-05 馴龍高手（卡在中間時間到）
- 第36回大會 （85）   1-05 馴龍高手（挑戰前左肩受傷棄權）
- 第38回大會 （87）   1-04 魚刺橋（最後一根圓柱沒踩而是用跳過去的方式而被判失格，到終點時才被判出局）

## 外部連結
- 竹田敏浩 （页面存档备份，存于） - 本人Twitter
- 竹田敏浩 - 本人Facebook
- 竹田敏浩 - 本人Instagram
- An Channel （页面存档备份，存于） - 本人YouTube